# (1323) Tugela
(1323) Tugela es un asteroide perteneciente al cinturón exterior de asteroides descubierto el 19 de mayo de 1934 por Cyril V. Jackson desde el observatorio Union de Johannesburgo, República Sudaficana.

## Designación y nombre
Tugela recibió al principio la designación de 1934 LD.
Posteriormente se nombró por el Tugela, un río de la región de Natal en la República Sudafricana.

## Características orbitales
Tugela orbita a una distancia media del Sol de 3,229 ua, pudiendo alejarse hasta 3,709 ua y acercarse hasta 2,75 ua. Tiene una excentricidad de 0,1485 y una inclinación orbital de 18,79°. Emplea 2120 días en completar una órbita alrededor del Sol.